# Exochus fuscipennis
Exochus fuscipennis är en stekelart som beskrevs av Szepligeti 1910. Exochus fuscipennis ingår i släktet Exochus och familjen brokparasitsteklar. Inga underarter finns listade i Catalogue of Life.